# Borås
Borås este un oraș în Suedia.

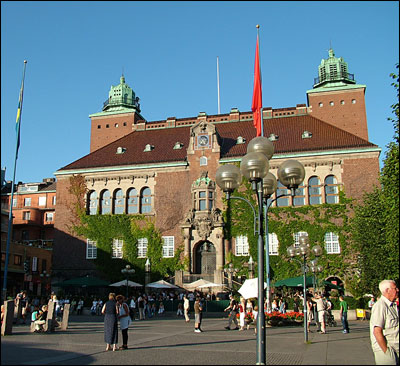
Primăria

Se află la o altitudine de 143 m deasupra nivelului mării. Are o suprafață de 2.893 ha. Populația este de 73.980 locuitori, determinată în 31 decembrie 2020.

## Demografie
| \| Evoluția demografică a zonei urbane Borås, 1970–2015 \| Evoluția demografică a zonei urbane Borås, 1970–2015 \| Evoluția demografică a zonei urbane Borås, 1970–2015 \| Evoluția demografică a zonei urbane Borås, 1970–2015 \| Evoluția demografică a zonei urbane Borås, 1970–2015 \| \| --------------------------------------------------------------------------------------- \| ---------------------------------------------------- \| ---------------------------------------------------- \| ---------------------------------------------------- \| ---------------------------------------------------- \| \| An \| \| \| Locuitori \| \| \| 1970 \| 1970 \| \| 73.344 \| 73.344 \| \| 1975 \| 1975 \| \| 67.537 \| 67.537 \| \| 1980 \| 1980 \| \| 63.271 \| 63.271 \| \| 1990 \| 1990 \| \| 59.709 \| 59.709 \| \| 1995 \| 1995 \| \| 60.790 \| 60.790 \| \| 2000 \| 2000 \| \| 61.935 \| 61.935 \| \| 2005 \| 2005 \| \| 63.441 \| 63.441 \| \| 2010 \| 2010 \| \| 66.273 \| 66.273 \| \| 2015 \| 2015 \| \| 71.700 \| 71.700 \| \| Sursa: SCB - Statistika Centralbyrån, Folkmängden per tätort. Vart femte år 1960 - 2016 \| \| \| \| \| |      |  |           |        |
| Evoluția demografică a zonei urbane Borås, 1970–2015 |      |  |           |        |
| An |      |  | Locuitori |        |
| 1970 | 1970 |  | 73.344    | 73.344 |
| 1975 | 1975 |  | 67.537    | 67.537 |
| 1980 | 1980 |  | 63.271    | 63.271 |
| 1990 | 1990 |  | 59.709    | 59.709 |
| 1995 | 1995 |  | 60.790    | 60.790 |
| 2000 | 2000 |  | 61.935    | 61.935 |
| 2005 | 2005 |  | 63.441    | 63.441 |
| 2010 | 2010 |  | 66.273    | 66.273 |
| 2015 | 2015 |  | 71.700    | 71.700 |
| Sursa: SCB - Statistika Centralbyrån, Folkmängden per tätort. Vart femte år 1960 - 2016 |      |  |           |        |

## Personalități născute aici
- Elena Paparizou (n. 1982), cântăreață greacă.